# Louis Van Boeckel

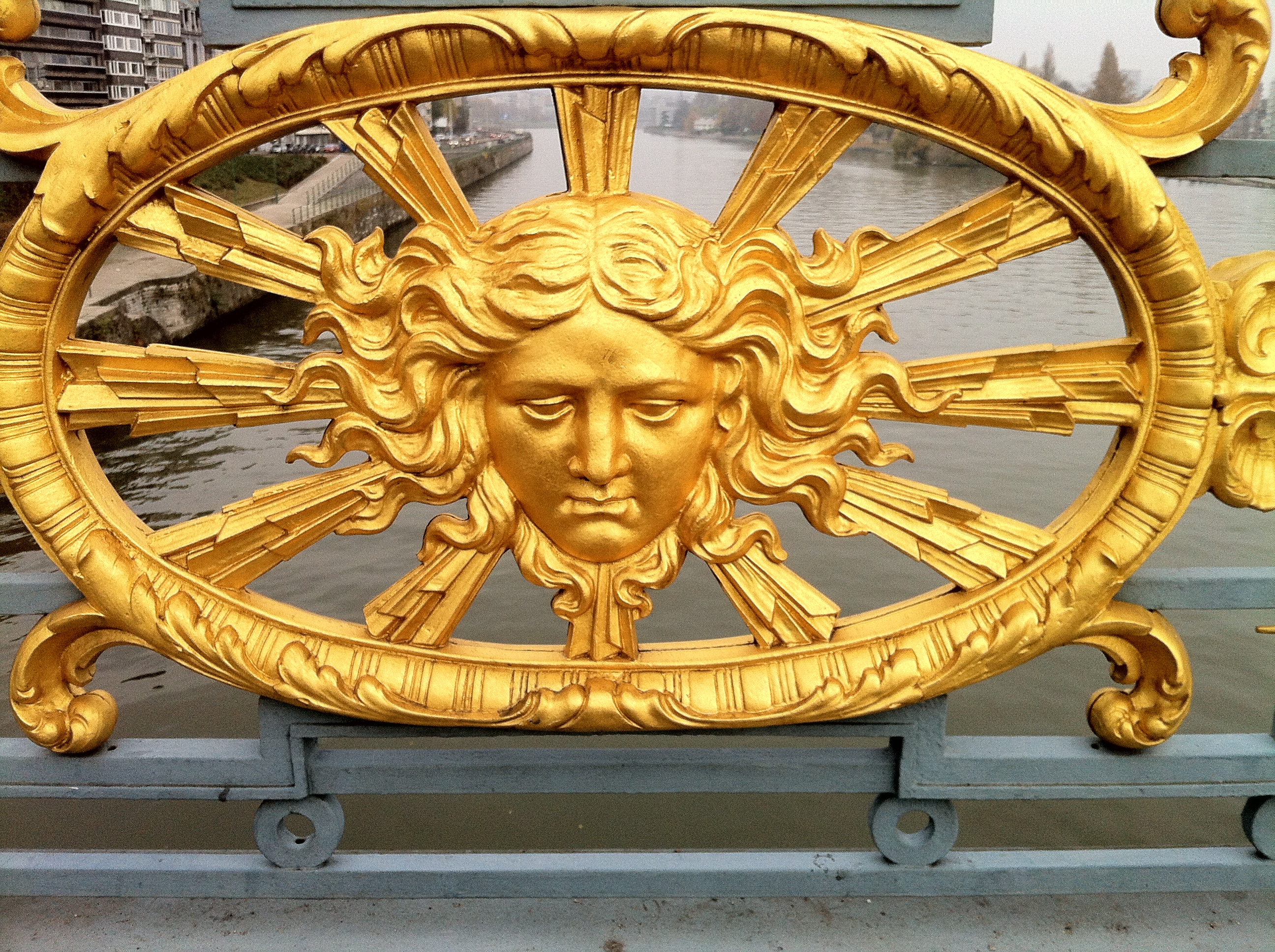
Garde-corps du pont de Fragnée

Louis (Lodewijk) Van Boeckel (Lier, 16 januari 1857 - 6 juli 1944) was een Belgisch kunstsmid, die ook wel den Boeckel werd genoemd. Vanwege zijn zware snor en atletische lichaamsbouw had hij de bijnaam Ambiorix. 
Van Boeckel had een moeilijke jeugd: als tweede zoon uit een gezin van vier kinderen verloor hij zijn moeder op vierjarige leeftijd. Als leerjongen en grotendeels autodidact wist Van Boeckel zich op te werken. Met zijn succesvolle deelname aan de Rubenswedstrijd-tentoonstelling begon zijn faam pas echt te groeien. Rond 1900 stond hij op wereldniveau aan de top. In dat jaar behaalde hij op de wereldtentoonstelling in Parijs, waar 378 kunstsmeden van over de hele wereld meedongen, de hoogste onderscheiding.
Van Boeckel ontwierp vooral siervoorwerpen, dikwijls met bloemen en dieren versierd, maar ook luchters, trapleuningen, hekken, uithangborden en bas-reliëfs.
Zijn werk behoort tot de romantische periode, al experimenteerde hij al met vernieuwende (niet-figuratieve) elementen. In zijn latere werken vindt men ook de invloed van de jugendstil. Hij had bij leven een behoorlijk succes; hij kreeg onder meer opdracht voor de balustrades van de Nationale Bank te Athene en van het Witte Huis. Hij maakte grote kathedraalpoorten voor Zuid-Amerika: Rosario, Recife en Buenos Aires.
Hij werkte met verschillende medewerkers in zijn atelier, zodat heel wat werken aan hem zijn toegeschreven, die eigenlijk van zijn atelier kwamen, maar niet noodzakelijk van zijn hand waren.
Enkele van zijn bekendste werken worden bewaard in het museum Timmermans-Opsomerhuis te Lier en op het Lierse stadhuis.
In 1994, ter gelegenheid van de 50e verjaardag van het overlijden van Lodewijk Van Boeckel, werd in het stadspark te Lier een bronzen buste onthuld (beeldhouwster Anne-Marie Volders).
Hij vormt, samen met drie andere bekende Lierenaars (Isidore Opsomer, Louis Zimmer en Felix Timmermans), het klavertje vier van Lier.

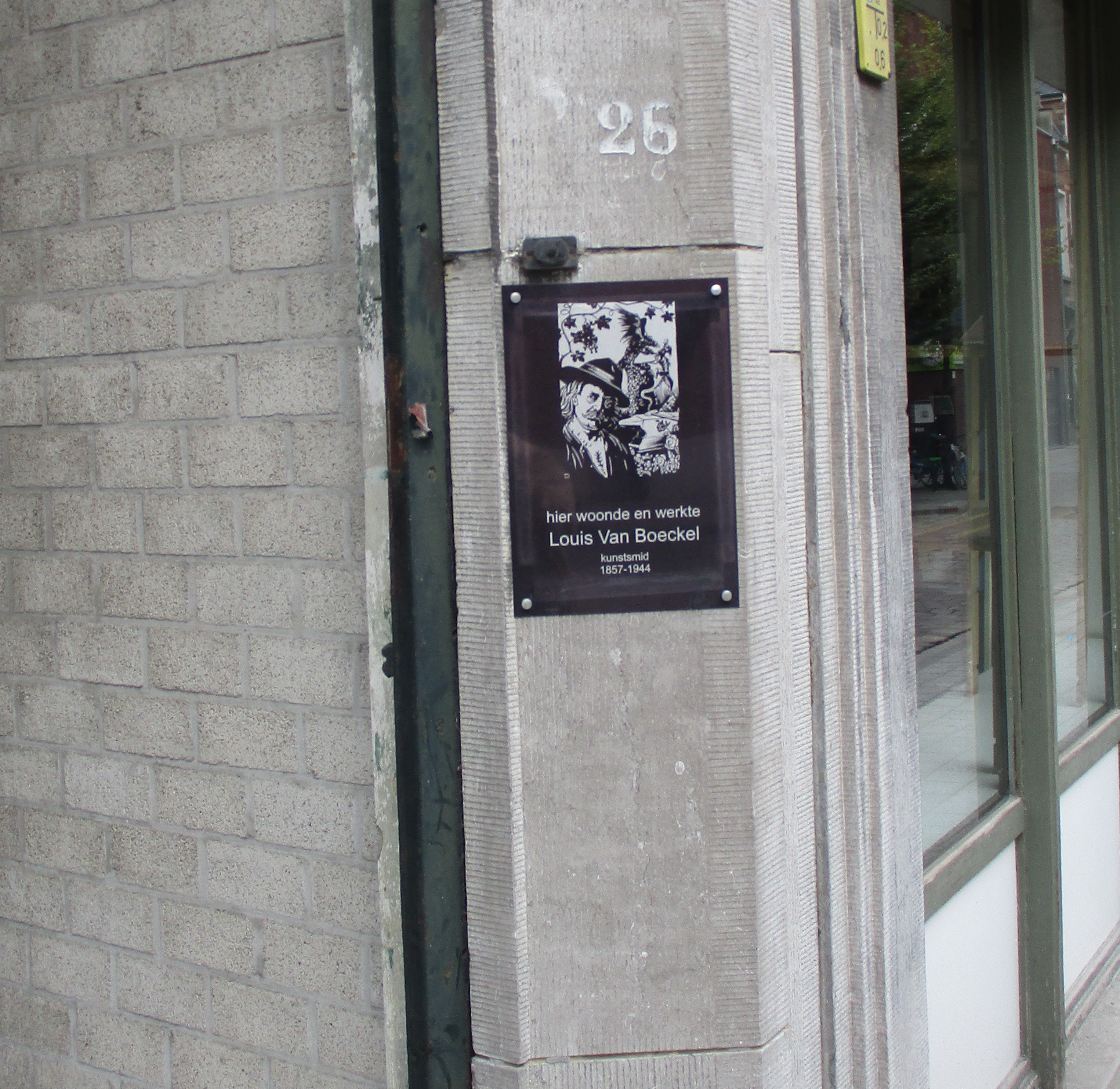
Herdenkingsplaat woon-en werkplaats Louis Van Boeckel te Lier
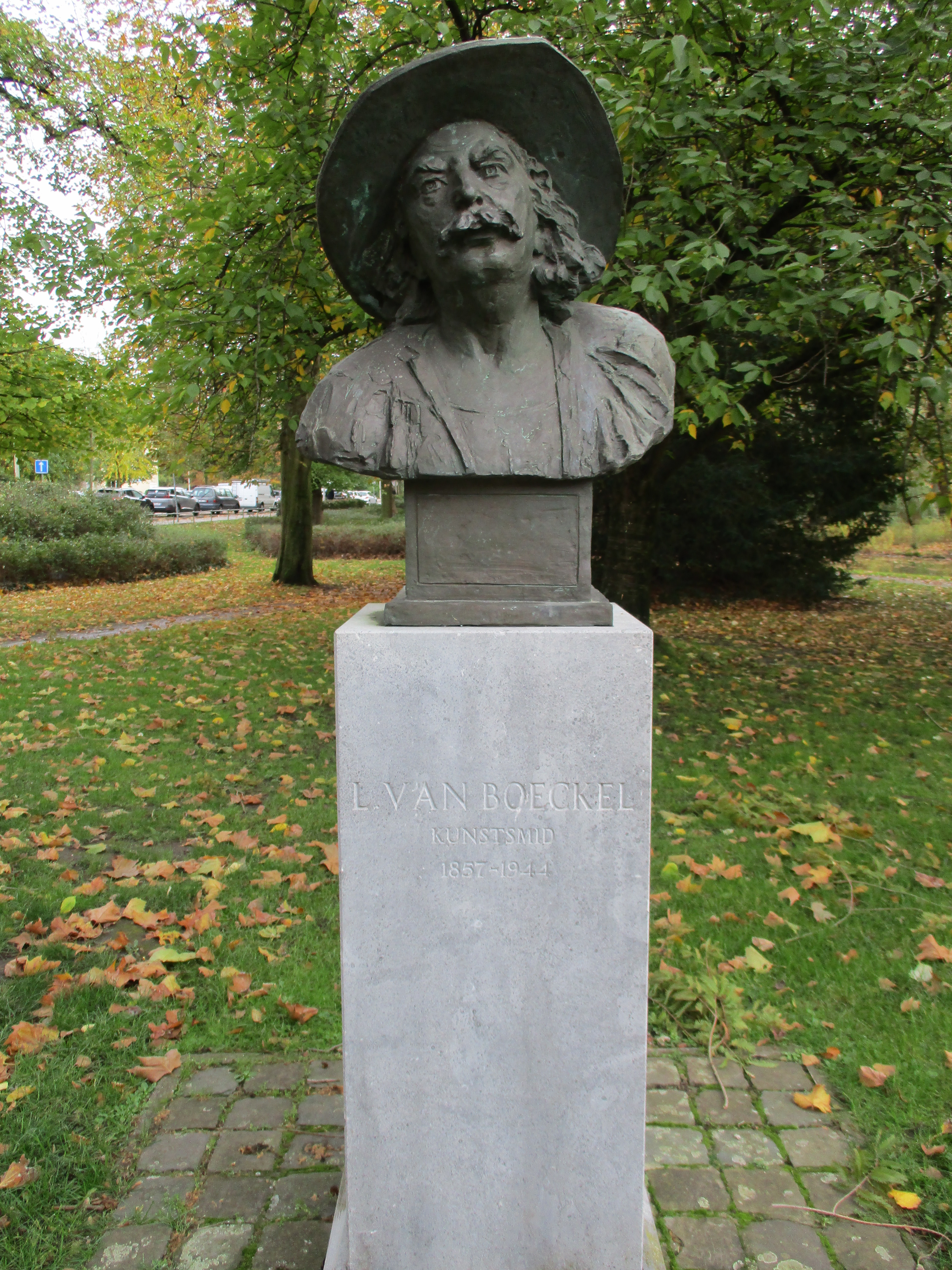
Buste Louis Van Boeckel in het stadspark van Lier
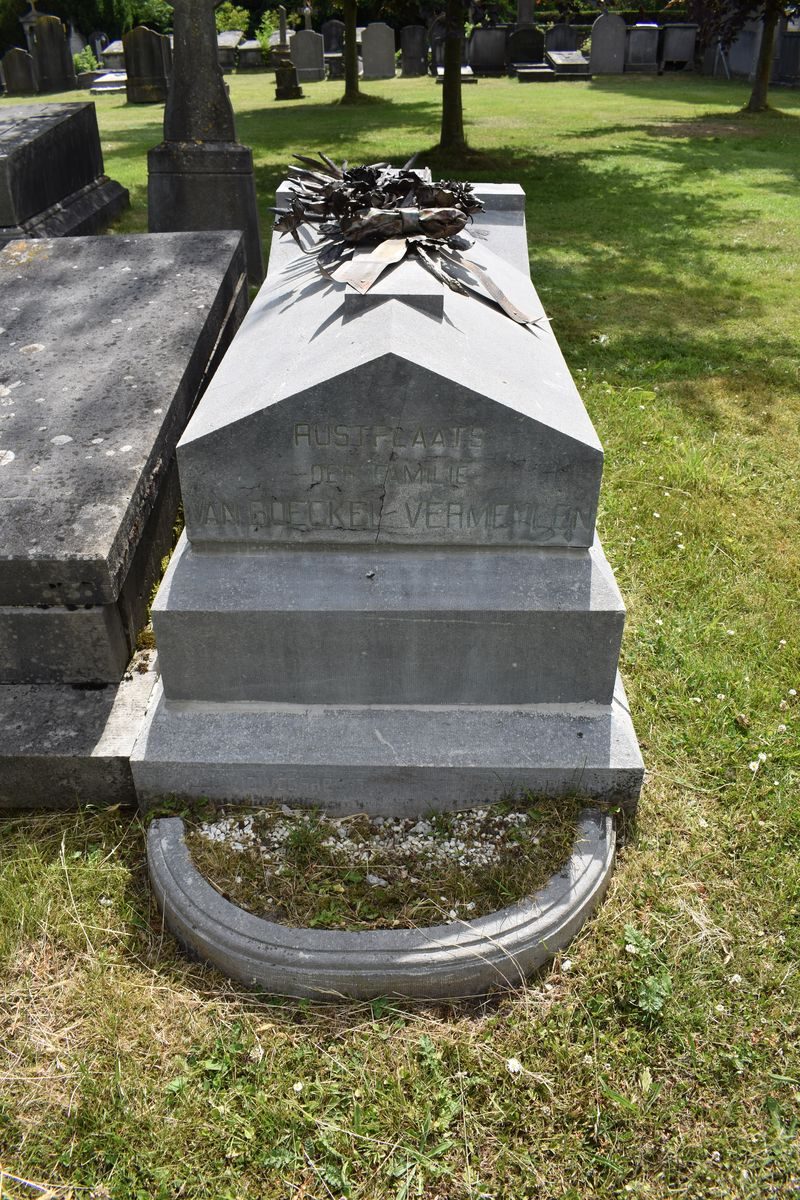
Graf van Louis Van Boeckel te Lier